# Sleutels van Petrus

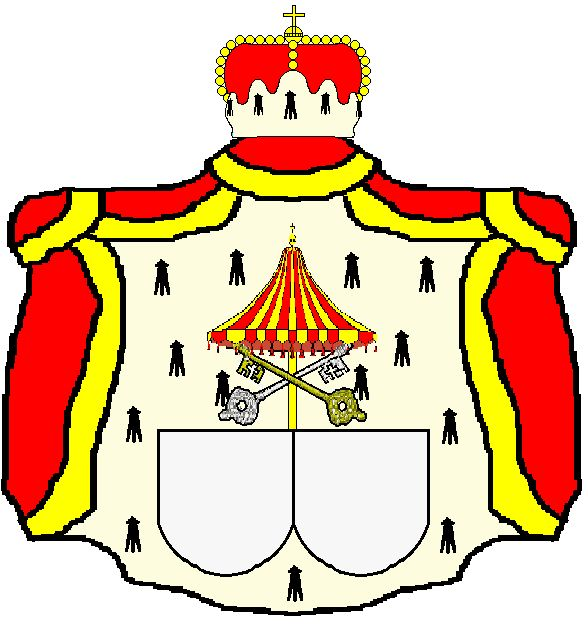
Wapen van een "Pauselijke familie"

In de geloofsbeleving van de rooms-katholieken heeft Petrus een bijzondere positie onder de apostelen. Hij wordt daarom met twee sleutels, de "sleutels van Petrus" afgebeeld die symbolisch de hemelpoort en de wereld ontsluiten.

Wapen van de Kardinaal-kamerheer tijdens het interregnum dat "Sede vacante" wordt genoemd.

De sleutels, een van goud, de andere van zilver vinden we in de kerkelijke heraldiek terug in het wapen van de pausen en in wapens van basilieken. Ze worden in het wapen van de paus met een koord samengebonden. Leden van de pauselijke families dragen ook de sleutels van Petrus in hun wapen maar dan ontbreekt het koord.
Heraldisch gaat het om een gouden sleutel dexter (heraldisch voor rechts) die een bovennatuurlijke, zich tot in de hemel uitstrekkende, macht symboliseert en een zilveren sleutel sinister (heraldisch voor links) die de macht over de gelovigen tot uitdrukking brengt. De sleutels zijn met een koord van keel (rood) gebonden en de baard van de sleutels heeft de vorm van een kruis. Het schild van de Paus kan op de sleutels worden gelegd en deze kunnen ook boven het schild onder de tiara, of recentelijk de mijter, worden geplaatst.

## Sede vacante
De Kardinaal-kamerheer of "Camerlengo" oefende tijdens het interregnum dat "Sede vacante" wordt genoemd een deel van de pauselijke macht uit en droeg als teken daarvan de sleutels van Sint-Pieter in zijn wapen. Daarboven was een parasol of "ombrellino" aangebracht.
adelaar · Agnus Dei · alliantiewapen · andreaskruis · ankerkruis · armoriaal · baldakijn · barensteel · bezant · Bourgondisch kruis · brisure · cartouche · centaur · cordelière · dekkleed · dorpsvlag · dorpswapen· drieberg · dubbelkoppige adelaar · dwarsbalk · fleur de lis · fleuron · Friese adelaar · gaande leeuw · gecarteleerd · Gelderse leeuw · gepaald · gravenkroon · groot wapen · griffioen · hartschild · helmkroon · helmteken · heraldische kleur · herautstuk · hermelijn · hoed · Hollandse tuin · huismerk · Jeruzalemkruis · karbonkel · keizerskroon · keper · koek · kromstaf · kroon · krukkenkruis · kwartier · kwartileren · kwartierzoom · leeuw · markiezenkroon · merlet · molenijzer · motto · muurkroon · nassaublauw · natuurlijke kleur · Nederlandse leeuw · Nederlandse Maagd · ombrellino · ordeketen · palen · pentagram · pijlenbundel · raadselwapen · raaf · respectant · riddertoernooi · rijksbanier · rijkskleuren · rijksstandaard · rijkswapen · roos · Rudolfinische keizerskroon · Saksenros · Saladins Adelaar · scharlakenrood · schildhoofd · schildhouder · schildvoet · schildzoom · schoof · schuinbalk · schuinstreep sinister · sinister · sleutels van Petrus · socialistische heraldiek · sprekend wapen · stadskleuren · standaard · stedenmaagd · ster · tinctuur · vair · vermeerdering · vlag · vorstenhoed · vrijheidshoed · vrijkwartier · vrouwenwapen · wapen · wapenbelasting · Wapenboek Beyeren · Wapenboek Gelre · wapenbord · wapendiploma · wapendier · wapenkast · wapenkoning · wapenmantel · wapenrecht · wapenrol · wapenstier · wapentent · wassende en afnemende maan · Waterlandse zwaan · Westfriese boomwapens · wildeman · wolfsangel · wrong